# Jacob Nanne Diederik Hoogslag
Jacob Nanne Diederik Hoogslag, bekend als Jac.N.D. Hoogslag, (Leeuwarden, 31 maart 1877 – Wolvega, 28 januari 1969) was een Nederlands componist en dirigent.
Hij was zoon van commissionair in granen, agent van een stoomvaartonderneming en directeur van een assurantiekantoor Jacob Hoogslag en Liskje Bakkers. Hij kreeg na de HBS zijn muziekopleiding aan het conservatorium van Luik van Lucien Mawet in de vakken piano, solfège, muziektheorie, harmonieleer, contrapunt, kamermuziek en contrabas. Hij slaagde met een eerste prijs voor zijn pianospel. Hoogslag trouwde in Den Haag 1902 met Dirkje Maria de Boer. Hij vestigde zich als muziekleraar te Sneek, organist Jelle Nauta was een van zijn leerlingen. Hij werd er ook directeur van diverse zangverenigingen, waaronder het gemengd koor Excelsior. In aanvulling daarop trad hij veelvuldig op in het noorden van het land, maar ook in Amsterdam. Ook zat hij geregeld in organisatiecomités en jury’s van muziek/zangconcoursen en schreef artikelen over muziek in plaatselijke tijdschriften. Eind jaren dertig vestigde het gezin zich in Epse nabij Gorssel, waar het in 1967 hun 65-jarig huwelijksfeest vierde. Zij overleed daar, hij overleed in Wolvega. Beide echtelieden werden gecremeerd.
Hij schreef een flink aantal werkjes. Bekend van hem is It Snitser Klokkespil. Zijn Jounbea (Avondbede) op tekst van Gysbert Japiks, in 1926 nog een verplicht werk tijdens een zangconcours, verscheen in 1966 op een ep van Polydor, uitgevoerd door het Christelijk Gemengd Dubbelkwartet Bel Canto. In 1931 gaf uitgeverij Osinga in Bolsward het boekje De Fryske Librije, De sang yn Fryslân uit (41 blz). In 1954 verscheen van hem het boekwerk (32 blz) Stamboom Hoogslag, 1565-1954.
- International Standard Name Identifier: 0000 0003 9026 0211
- Nederlandse Thesaurus van Auteursnamen: 23966230X
- Virtual International Authority File: 283853238
- WorldCat: E39PBJdx6mvTjDcQK3dfvdBgKd